# Superman: hijo rojo
Superman: hijo rojo (en el original, Superman: Red Son) es un cómic ucrónico publicado en forma de miniserie entre abril y junio de 2003 por DC Comics bajo su sello Elseworlds. Su autor, Mark Millar, creó el cómic bajo la premisa "¿qué pasaría si Superman hubiera sido criado en la Unión Soviética?".
En Red Son, la nave espacial en la que viaja Superman aterriza en una granja colectiva de Ucrania y no en Kansas. La propaganda soviética describe a Superman como "el campeón de los obreros que lucha una batalla sin fin a favor de Stalin, el socialismo y la expansión internacional del Pacto de Varsovia".
Debe tenerse en cuenta que este Superman tiene mucho en común con el Superman pre-Crisis de la Edad Dorada respecto a lo inmenso de sus poderes. Estos superpoderes incluyen superfuerza, oído y visión, vuelo y visión de calor. Además, se lo presenta como mucho más inteligente que un ser humano común y como una especie de “supercientífico”. No posee ninguna debilidad a excepción de la “radiación de un sol rojo”, que lo reduce a un nivel normal (o, al menos, vulnerable). Su “identidad secreta” (es decir, el nombre que le dieron sus padres adoptivos) es un secreto de estado.
La miniserie está dividida en tres partes que van desde 1950 hasta el año 2000, más un epílogo futurista.

## El empleo de personajes de DC
Durante Red Son, el Universo DC es reinventado, utilizando ampliamente a personajes ya establecidos. Entre los principales aliados de Superman encontramos a la Mujer Maravilla, una “Embajadora de la Paz” soviética. Jimmy Olsen no es un fotógrafo del Daily Planet sino un agente del gobierno. Oliver Queen, Flecha Verde en la continuidad regular, trabaja como periodista del Daily Planet. Varias pistas sugieren que desempeña un papel a la Clark Kent; incluso Lois Lane llega a decir que «ningún periodista ganador del Premio Pulitzer puede ser tan despistado como él aparenta». Iris West (esposa del Flash de la Edad de Plata, Barry Allen) aparece como fotógrafa en la fiesta de jubilación de Perry White. Ella hace un comentario (familiar para los seguidores de los cómics) sobre que Barry «siempre llega tarde», indicando que este quizás esté activo en su identidad superheróica. Pete Ross, llamado aquí Pyotr Roslov, es el hijo ilegítimo de Stalin (también puede resultar de interés que, ya mayor, Roslov se asemeja a Ra's Al Ghul). Batman es hijo de una pareja asesinada por Roslov. Su terrorismo anárquico es una espina clavada al costado de Superman. El Dr. Sivana, villano del Capitán Marvel, realiza una aparición fugaz como un científico que trabaja para Superman y los soviéticos. También se menciona que solía trabajar para Lex Luthor antes de unirse a los rusos. La ciudad embotellada de Kandor es reemplazada por Stalingrado, que fue encogida por Brainiac en un plan ideado junto a Luthor para capturar a Superman. El “gran fracaso” de Superman es su incapacidad para regresar a Stalingrado a su tamaño normal, y la culpa por ello lo persigue.

## Argumento

### Red Son Rising
La primera parte comienza en los Años 1950 y prepara el tablero y las piezas. El mundo es prácticamente igual al mundo real, pero pronto comienza a distanciarse cuando la Unión Soviética revela un nuevo elemento: Superman. Esto trastoca la Guerra Fría y convierte a la carrera de armas nucleares en una carrera de super-seres.
En este momento, Superman es un recién llegado al círculo cercano a Stalin. Tras haber crecido en Ucrania, él es amable y justo. También está dedicado a la causa comunista. Siempre pasa todo el tiempo que le es posible detectando y previniendo accidentes en la URSS. Su opuesto estadounidense es Lex Luthor, un científico que trabaja para S.T.A.R. Labs y que es un super-genio consciente de su intelecto y con poco interés en mentes inferiores. Además, está casado con Lois Luthor. A pedido de su contacto con la CIA, el agente Olsen, Luthor comienza a tratar de destruir a Superman.
Con el fin de reunir material genético para su primer intento, Luthor provoca que un satélite Sputnik caiga en picada hacia Metrópolis. Tal como Luthor preveía, Superman llega a tiempo para desviar su curso. En el proceso, conoce a Lois Luthor y, aunque entre ellos surge inmediatamente cierta tensión romántica, no siguen su mutua atracción ya que Lois está casada. El satélite es recuperado por el gobierno de los Estados Unidos y Luthor utiliza los restos que encuentra en él para crear un clon bizarro de Superman.
Mientras tanto, Superman conoce a la Mujer Maravilla en una fiesta diplomática y ella se enamora de él. Sin embargo, Superman debe abandonar la fiesta cuando ve a Pyotr Roslov, el Jefe de la NKVD e hijo ilegítimo de Stalin, borracho y descontento en extremo a unos 350 kilómetros. Pyotr está furioso por todo, pero especialmente debido a su posición: la llegada de Superman ha modificado la estructura de poder, alejado de él la atención de su padre y puesto fin a sus posibilidades de avanzar. Luego de haber disparado a una pareja de disidentes ante los ojos de su hijo por imprimir propaganda anti-Superman (algo que en realidad no desaprueba), Pyotr enloquece y orquesta el envenenamiento de Stalin. A su vez, esto le provoca una culpa inmensa (aunque no la suficiente para confesar). Stalin muere envenenado con cianuro y Superman rechaza liderar el Partido.
Al mismo tiempo, el clon es terminado y enfrenta a Superman. El duelo no es concluyente de por sí, pero provoca el lanzamiento accidental de un misil nuclear. El clon se sacrifica para salvar a millones de personas. Luthor, que había jugado al ajedrez con su creación y perdido antes de enviarlo a su misión, se horroriza ante el pensamiento de que Superman sea más inteligente que él. Por esto decide abandonar S.T.A.R. Labs y funda LuthorCorp, dedicando su vida a destruir a Superman. Lois prácticamente está abandonada y extraña a Superman. El mismo Superman trata de quitarse todo esto de la mente, pero todo cambia completamente luego de un encuentro casual con Lana Lazarenko de quien estuvo enamorado en su niñez. Al ver el sufrimiento de ella y de sus hijos, Superman se da cuenta de que sus poderes podrían evitarlo y asume el liderazgo del país para transformarlo en una utopía.

### Red Son Ascendant

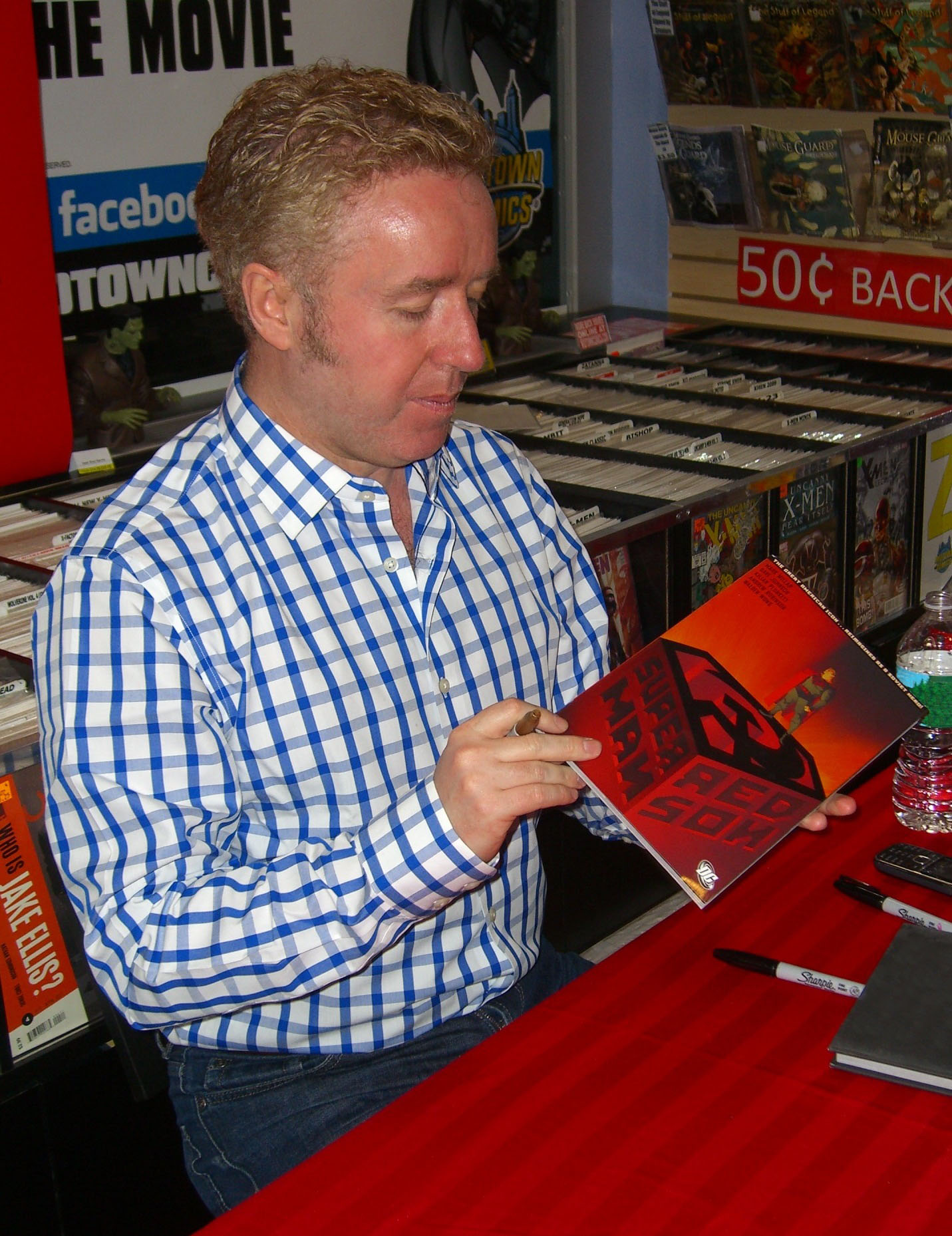
Mark Millar con un ejemplar de Superman: hijo rojo

Son los años 1970 y el mundo es muy diferente. Luthor ha ideado y ejecutado varios planes, aunque ninguno ha dado resultado. Tan solo los Estados Unidos y Chile permanecen independientes de los soviéticos y ambos se encuentran al borde del colapso. Mientras el Presidente Kennedy es forzado a conceder a Georgia la independencia, la Unión Soviética liderada por Superman ha crecido sin tener que recurrir a la guerra y prácticamente ha eliminado la pobreza, las enfermedades y cosas por el estilo, pero todo esto ha comenzado a limitar las libertades individuales y Superman se está convirtiendo en una figura parecida a Gran Hermano. De hecho, se utiliza la cirugía cerebral para transformar a los disidentes en ciudadanos obedientes, también llamados “robots de Superman”.
La Mujer Maravilla y Superman se han convertido en un dúo que utiliza sus superpoderes para salvar vidas además de cumplir con sus tareas como embajadora y gobernante respectivamente. La Mujer Maravilla está completamente enamorada de Superman pero él la ve como una amiga e ignora sus sentimientos. Lois Luthor reemplaza a Perry White como redactora jefe de un Daily Planet en decadencia mientras su distante marido trabaja fervientemente.
Los planes de Luthor son derrotados cuando Brainiac encoge Stalingrado en lugar de Moscú. Superman interviene y se adueña de la unidad central de Brainiac y de la minúscula ciudad, poniendo fin al tándem Brainiac-Luthor. Su incapacidad para restaurar a Stalingrado y sus habitantes a su tamaño normal se convierte en su gran fracaso y el origen de su sentimiento de culpa.
Un nuevo plan involucra a Batman quien resulta ser el niño a quien Pyotr dejó huérfano al principio de la historia. Ya adulto, Batman es el líder de un movimiento anárquico terrorista que ve la abundancia que el sistema de Superman fuerza sobre la gente como llana opresión. El que se mantenga exitoso en evitar ser capturado es una espina en el costado de Superman. Batman se alía con el asesino de sus padres, Pyotr, que ahora dirige la KGB y está consumido por los celos, y con LuthorCorp para intentar un golpe de Estado. Juntos capturan a la Mujer Maravilla para atraer a Superman hacia las lámparas de sol rojo creadas por LuthorCorp para recrear la luz del sol de su mundo de origen y robarle sus poderes. Superman es derrotado y encerrado pero Diana, que había sido atrapada con su propio lazo, lo rompe y libera a Superman, aunque en el proceso resulta gravemente herida. Batman se suicida para evitar ser capturado, sin embargo antes revela el papel de Pyotr en el complot. Pyotr es convertido en un robot de Superman.
Hacia el final, Luthor comienza su tercer intento cuando recibe una misteriosa linterna verde encontrada dentro de una nave extraterrestre que se estrelló en Roswell (el alien es Abin Sur, y en los trajes de los dos científicos que aparecen en el laboratorio se puede leer Barry Allen y Ray Palmer). Batman se transforma en un mártir de su causa, Brainiac es reprogramado para ser el asistente de Superman y comienza la construcción de la Fortaleza de la Soledad, situada en Siberia y nombrada aquí como “el Palacio de Invierno”. Las piezas están dispuestas para el final.

### Red Son Setting
Te está observando. Es el año 2000 y la Unión Soviética Mundial comprende a todos los países a excepción de los Estados Unidos de América (que ha atravesado una desastrosa guerra civil). Dentro de la esfera de influencia soviética no existen el crimen, la pobreza, el desempleo ni la libertad. La operación cerebral es el castigo común para los disidentes. Superman está dedicado a “ganar la discusión” con los EE. UU. y rechaza continuamente las sugerencias de Brainiac de realizar una invasión. Su único fracaso sigue siendo Stalingrado que es arrasada por un germen microscópico.
Luthor se presenta para presidente de los Estados Unidos y gana. Utilizando su enorme capital económico y poderes dictatoriales, restaura la prosperidad del país. No obstante, sigue siendo tan antisocial como siempre y todo es solamente un plan para provocar que Superman invada los Estados Unidos y pueda ser destruido. Luthor se enfrenta a Superman en la Fortaleza de la Soledad. En medio de lo que parece ser un momento anticlimático, Brainiac arroja a Luthor al interior de la Fortaleza para convertirlo en otro robot de Superman. Superman acepta que, aunque no lo deseaba, ahora no tiene otra salida y se prepara para atacar.
Superman toma la Costa Este de Estados Unidos, enfrentando y derrotando a los Green Lantern Marine Corps (los soldados Scott, Stewart, Rayner y Gardner, liderados por el coronel Hal Jordan), a las fuerzas amazónicas comandadas por la desilusionada Mujer Maravilla y a un grupo de “super-amenazas” que Luthor reunió con el paso de los años. Mientras, la nave de Brainiac destroza a la flota del Pacífico. Brainiac y Superman se reúnen en la Casa Blanca, donde Lois Luthor aguarda con una última arma: una pequeña nota escrita por Lex que quiebra la determinación del Camarada de Acero. La nota dice: “¿Por qué no pones a todo el MUNDO en una BOTELLA, Superman?”.
Superman ordena a Brainiac detener la invasión y el robot revela que, contra lo que todos pensaban, no había sido reprogramado. Brainiac ataca a Superman al tiempo que exclama que “eventualmente, todo el universo vibrará de acuerdo a su batería”. Finalmente, es derrotado por Luthor, quien había evadido ser lobotomizado durante la invasión, y destruido por Superman. Sin embargo, esto dispara un dispositivo de seguridad de autodestrucción (aunque se implica que Luthor había planeado que esto sucediese). Cuando las singularidades que proveen de energía a la nave amenazan con explotar, Superman lleva la nave al espacio exterior, donde estalla. La Tierra está a salvo pero Superman queda en medio de una explosión de un “radio de 24.000.000 km”.
En el epílogo, la Unión Soviética se ve sumida en el caos y es rescatada por los Batmen. Lex Luthor incorpora varias de las ideas de Superman en una nueva filosofía llamada “Luthorismo”. Este se convierte en el momento que define el futuro de la humanidad, entrando en una era de paz y estabilidad sin precedentes. Se forma un benévolo gobierno mundial y Luthor preside los logros científicos tales como la colonización del sistema solar y la cura de todas las enfermedades conocidas. Lex Luthor vive más de 2.000 años y, durante su funeral, se descubre que Superman había sobrevivido y que aparentemente es inmortal. Retirado en forma permanente de la vida pública, Superman describe a los descendientes de Luthor hasta llegar a Jor-L “cuyo intelecto sobrepasa el de su estimado ancestro”. Se descubre que la Tierra está siendo destrozada por el sol (que se está convirtiendo en una gigante roja). Jor-L y su esposa envían a su hijo al pasado. En los últimos paneles del cómic podemos ver la nave temporal de Kal-L aterrizando en una granja colectiva de Ucrania en 1938.

## Trivia
- El nombre original de Superman en Red Son es Kal-L, el mismo nombre kryptoniano del Superman de la “Edad Dorada” o “pre-Crisis” que vivía en Tierra-2.
- Entre las entrevistas que se han hecho a Grant Morrison, este ha dicho que fue él quien le dio a su amigo Mark Millar la idea de enviar a Superman al pasado tal como se ve al final de Red Son.
- Durante la fiesta en que participa junto a la princesa Diana de las Amazonas, Superman llevaba el rango de mayor.
- El Superman de Red Son realizó apariciones cerca del final del quinto número de Crisis Infinita (abril de 2006) y también al final de Superman/Batman N.º 22 (octubre de 2005), el comienzo de Superman/Batman N.º 23 (noviembre de 2005), durante la miniserie Countdown Arena, y en Countdown Presents: The Search of Ray Palmer N.º 1.
- Antes del lanzamiento de Superman: Red Son, este aparece en un fragmento de tiempo en la página doble de The Kingdom N.º 2, durante la revelación del Hipertiempo. Esta imagen corresponde a un panel de la página 9 de Superman: Red Son N.º 1, lo que aporta credibilidad a la creencia de que Dave Johnson había estado trabajando en el proyecto Red Son varios años antes de su lanzamiento ya que El Reino N.º 2 tiene fecha de portada de febrero de 1999.